# Jesper Wallstedt
Jesper Wallstedt (né le 14 novembre 2002 à Västerås en Suède) est un joueur suédois de hockey sur glace. Il évolue à la position de gardien de but.

## Biographie

### Jeunesse
Wallstedt débute dans le système de formation du VIK Västerås HK en 2015-2016, il dispute six rencontres avec les moins de 16 ans et un match avec les moins de 18 ans alors qu’il n’est âgé que de treize ans. La saison suivante, lors des séries éliminatoires de la J18 Allsvenskan, il aide son équipe à éliminer Örebro HK, Färjestad BK et Brynäs IF avant de s’incliner face à Frölunda HC en demi-finale et Linköping HC pour la médaille de bronze . En 2017-2018, il découvre le championnat J20 Superelit à l’âge de 15 ans seulement, disputant vingt-cinq rencontres de saison régulière et trois de séries éliminatoires.
Pour la saison suivante, il rejoint le Luleå HF, évoluant principalement pour l’équipe des moins de 20 ans durant deux années.
En prévision du repêchage de 2021, la centrale de recrutement de la LNH le classe au premier rang des espoirs européens chez les gardiens de but . Il est finalement sélectionné au 20e rang par le Wild du Minnesota.

### En club
Le 10 mars 2020, Wallstedt dispute son premier match professionnel contre le HV 71 en SHL, il remplace David Rautio en cours de match et repousse dix-sept des dix-huit tirs qui lui sont adressés. Luleå s’incline sur la marque de 2-1. Il célèbre une victoire pour son premier départ en carrière, qui est aussi son deuxième match officiel, face aux Växjö Lakers HC le 3 octobre 2020. Le 1er décembre 2020, il signe son premier blanchissage contre le Skellefteå AIK en repoussant les vingt-deux tirs qui lui sont adressés,.
En 2022, il part en Amérique du Nord. Il est assigné au Wild de l'Iowa dans la Ligue américaine de hockey. Le 12 novembre 2022, il inscrit en but en cage vide et en infériorité numérique face aux Wolves de Chicago. Il devient le dix-neuvième gardien dans de l'histoire de la Ligue américaine de hockey à inscrire un but.

### En équipe nationale
Wallstedt représente la Suède au niveau international. Lors du championnat du monde moins de 18 ans de 2018, il fait partie du contingent qui remporte la médaille de bronze, mais il ne participe à aucun match. La saison suivante, il prend part à la Coupe Hlinka-Gretzky où il remporte la médaille d’argent, au Défi mondial des moins de 17 ans où il remporte la médaille de bronze et est sacré champion lors du championnat du monde moins de 18 ans. Lors de la Coupe Hlinka-Gretzky de 2019, il aide la Suède à remporter la médaille de bronze. À l'occasion du championnat du monde junior en 2021, il aide sa nation à finir à la 5e place et dispute deux matchs au championnat du monde junior en 2022 avant que ces derniers ne soient annulés,.

## Statistiques

### En club
| Saison    | Équipe                | Ligue           |                   | Saison régulière  | Saison régulière  | Saison régulière  | Saison régulière  | Saison régulière  | Saison régulière  | Saison régulière  |                   | Séries éliminatoires | Séries éliminatoires | Séries éliminatoires | Séries éliminatoires | Séries éliminatoires | Séries éliminatoires | Séries éliminatoires |
| Saison    | Équipe                | Ligue           | PJ                | Min               | BC                | Moy               | % Arr             | Bl                | Pun               | PJ                | Min               | BC                   | Moy                  | % Arr                | Bl                   | Pun                  |                      |                      |
| 2015-2016 | VIK Västerås HK U16   | U16 Elit        | 6                 | 289               | 16                | 3,32              | 88,8              | 0                 | -                 |                   |                   |                      |                      |                      |                      |                      |                      |                      |
| 2015-2016 | VIK Västerås HK J18   | J18 Division 1  | 1                 | -                 | -                 | 7,5               | 84,4              | 0                 | -                 |                   |                   |                      |                      |                      |                      |                      |                      |                      |
| 2016-2017 | VIK Västerås HK U16 3 | U16 Division 1  | 1                 | -                 | -                 | 7,04              | 86,3              | 0                 | -                 |                   |                   |                      |                      |                      |                      |                      |                      |                      |
| 2016-2017 | VIK Västerås HK U16 2 | U16 Division 1  | 1                 | -                 | -                 | 2                 | 89,5              | 0                 | -                 |                   |                   |                      |                      |                      |                      |                      |                      |                      |
| 2016-2017 | VIK Västerås HK U16   | U16 Elit        | 8                 | 465               | 25                | 3,23              | 92,4              | 1                 | -                 |                   |                   |                      |                      |                      |                      |                      |                      |                      |
| 2016-2017 | VIK Västerås HK J18   | J18 Elit        | 5                 | 230               | 12                | 3,14              | 90,4              | 0                 | -                 |                   |                   |                      |                      |                      |                      |                      |                      |                      |
| 2016-2017 | VIK Västerås HK J18   | J18 Allsvenskan | 9                 | 542               | 21                | 2,33              | 92,5              | 2                 | -                 | 9                 | 566               | 23                   | 2,44                 | 9,36                 | 1                    | -                    |                      |                      |
| 2016-2017 | Västmanland           | TV-Pucken       | 5                 | -                 | -                 | 1,92              | 8,88              | -                 | -                 |                   |                   |                      |                      |                      |                      |                      |                      |                      |
| 2017-2018 | VIK Västerås HK J18   | J18 Elit        | 7                 | 421               | 17                | 2,43              | 92,8              | 1                 | -                 |                   |                   |                      |                      |                      |                      |                      |                      |                      |
| 2017-2018 | VIK Västerås HK J20   | J20 Superelit   | 25                | 1419              | 54                | 2,28              | 92,1              | 1                 | 2                 | 3                 | 183               | 8                    | 2,62                 | 92.2                 | 0                    | 0                    |                      |                      |
| 2017-2018 | Västmanland           | TV-Pucken       | 10                | -                 | -                 | 2,27              | 92                | -                 | -                 |                   |                   |                      |                      |                      |                      |                      |                      |                      |
| 2018-2019 | Luleå HF J18          | J18 Elit        | 2                 | 120               | 4                 | 2                 | 93,2              | 0                 | 0                 |                   |                   |                      |                      |                      |                      |                      |                      |                      |
| 2018-2019 | Luleå HF J18          | J18 Allsvenskan | 2                 | 120               | 1                 | 0,5               | 97,7              | 1                 | 0                 | 1                 | 60                | 0                    | 0                    | 100                  | 1                    | 0                    |                      |                      |
| 2018-2019 | Luleå HF J20          | J20 Superelit   | 21                | 1223              | 54                | 2,65              | 90,1              | 1                 | 0                 | 3                 | 180               | 13                   | 4,33                 | 87                   | 0                    | 0                    |                      |                      |
| 2019-2020 | Luleå HF J20          | J20 Superelit   | 28                | 1592              | 67                | 2,53              | 92,3              | 2                 | 0                 |                   |                   |                      |                      |                      |                      |                      |                      |                      |
| 2019-2020 | Luleå HF              | SHL             | 1                 | 39                | 1                 | 1,55              | 94,4              | 0                 | 0                 |                   |                   |                      |                      |                      |                      |                      |                      |                      |
| 2020-2021 | Luleå HF J20          | J20 Nationell   | 1                 | 60                | 0                 | 0                 | 100               | 1                 | 0                 |                   |                   |                      |                      |                      |                      |                      |                      |                      |
| 2020-2021 | Luleå HF              | SHL             | 22                | 1316              | 49                | 2,23              | 90,8              | 2                 | 0                 | 2                 | 71                | 4                    | 3,38                 | 87,1                 | 0                    | 0                    |                      |                      |
| 2021-2022 | Luleå HF              | SHL             | 22                |                   |                   | 1,98              | 91,8              |                   |                   |                   |                   |                      |                      |                      |                      |                      |                      |                      |
| 2022-2023 | Wild de l'Iowa        | LAH             | 36                |                   |                   | 2,68              | 90,8              | 1                 |                   | 2                 |                   |                      | 3,35                 | 89,7                 | 0                    |                      |                      |                      |
| 2023-2024 | Wild de l'Iowa        | LAH             | Saison en cours ? | Saison en cours ? | Saison en cours ? | Saison en cours ? | Saison en cours ? | Saison en cours ? | Saison en cours ? | Saison en cours ? | Saison en cours ? | Saison en cours ?    | Saison en cours ?    | Saison en cours ?    | Saison en cours ?    | Saison en cours ?    |                      |                      |

### En équipe nationale
| Année     | Équipe    | Compétition                          |   | PJ  | Min | BC   | Moy  | % Arr | Bl | Pun                     |  | Résultat |
| 2016-2017 | Suède U16 | International                        | 2 | 125 | 3   | 1,44 | 95,7 | 0     | -  | 6e place                |  |          |
| 2017-2018 | Suède U16 | International                        | 2 | 125 | 6   | 2,88 | 89,7 | 0     | -  |                         |  |          |
| 2017-2018 | Suède U17 | International                        | 6 | 369 | 19  | 3,09 | 89,8 | 0     | -  |                         |  |          |
| 2018-2019 | Suède U17 | International                        | 5 | 314 | 15  | 2,87 | 91,1 | 0     | -  |                         |  |          |
| 2018      | Suède U18 | Coupe Hlinka-Gretzky                 | 2 | -   | 6   | 3,05 | 89,3 | 0     | -  | Médaille d'argent       |  |          |
| 2018      | Suède U17 | Défi mondial des moins de 17 ans     | 5 | 310 | 15  | 2,9  | 91,9 | 0     | -  | Médaille de bronze      |  |          |
| 2018-2019 | Suède U18 | International                        | 9 | 380 | 20  | 3,17 | 89,4 | 0     | -  |                         |  |          |
| 2018      | Suède U18 | Championnat du monde moins de 18 ans | 0 | 0   | 0   | 0    | 0    | 0     | 0  | Médaille de bronze      |  |          |
| 2019      | Suède U18 | Coupe Hlinka-Gretzky                 | 3 | 190 | 8   | 2,54 | 93,6 | 0     | -  | Médaille de bronze      |  |          |
| 2019      | Suède U18 | Championnat du monde moins de 18 ans | 2 | 120 | 3   | 1,5  | 93,6 | 0     | 0  | Médaille d'or           |  |          |
| 2019-2020 | Suède U18 | International                        | 7 | 425 | 20  | 2,82 | 92,2 | 0     | -  |                         |  |          |
| 2020-2021 | Suède U20 | International                        | 2 | 100 | 4   | 2,4  | 92,3 | 0     | -  |                         |  |          |
| 2021      | Suède U20 | Championnat du monde junior          | 2 | 100 | 4   | 2,4  | 92,3 | 0     | 0  | 5e place                |  |          |
| 2021-2022 | Suède U20 | International                        | 2 |     |     | 3,09 | 89,7 | 0     |    |                         |  |          |
| 2022      | Suède U20 | Championnat du monde junior          | 2 | 120 | 3   | 1,5  | 96,2 | 0     | 0  | Compétition interrompue |  |          |
| 2023      | Suède     | Championnat du monde                 | 3 |     |     | 0,67 | 94,7 | 1     |    | 6eplace                 |  |          |

## Transactions
- Le 3 avril 2018, il s'engage avec le Luleå HF[13].

- Le 2 décembre 2019, il signe une prolongation de contrat avec le Luleå HF[14].

- Le 27 juin 2019, il est sélectionné en 46e position lors du premier tour de l'Import Draft de la LCH par les Warriors de Moose Jaw[15].

- Le 8 juin 2021, les Warriors échange ses droits aux Winterhawks de Portland, en retour d’un choix de 6e tour de l'Import Draft de la LCH 2023[16].

## Trophées et honneurs

### Trophées juniors
- 2017-2018 :
  - Gardien affichant la plus faible moyenne de but alloué (2,41) dans la division nord de la J20 SuperElit.
  - Gardien affichant le meilleur taux d'arrêts (92,7%) dans la J20 SuperElit.